# قصر المقر
قصر المقر أو قصر مدينة النماص أو القصر الفلكي وهو متحف يحتوي العديد من المخطوطات والقطع التراثية، التي تعود إلى مئات السنين كما يحمل هذا القصر الآف الزخارف الإسلامية، ويحتوي على أكثر من ألف مخطوطة مكتوبة يدويًا للقرآن الكريم، ويعتبر السجل الأول في التاريخ الإسلامي للمخطوطات المكتوبة يدويًا للقرآن الكريم، كما توجد في ساحات القصر أماكن اقامة وخدمات للزوار القادمين من خارج المنطقة.

## بناء القصر
يقع القصر في قرية المقر الواقعة في محافظة النماص على بعد 170 كم شمال أبها في جنوب غرب السعودية. وقد افتتحه صاحب السمو الملكي الأمير خالد الفيصل حينما كان أميراً لمنطقة عسير، وقد أنشئ القصر ضمن قرية المقر السياحية التي تم الانتهاء منها عام 1431 هجري 2009. ويتداعى إلى الأذهان عند مدخل النماص قصر الحمراء في غرناطة، الذي يتربع في ثنايا القرن السابع عشر. ويستلهم المقر قصة حضارة حفرها (محمد المقر الشهري) صاحب القرية التراثية، استغرقت أكثر من 35 عاما واستخدم في البناء أكثر من مليوني حجر طبيعي من جبال عسير لتكون من شواهد براعة هذا الإرث التاريخي. ولم يدر بخلد (محمد المقر الشهري)، الذي تعثر في دراسته في مرحلة الطفولة، وأعاد الأول ابتدائي سبع مرات، أنه سيقضي بقية عمره في البناء والتشييد مروراً قبلها برحلاتٍ سافر فيها إلى كل الدنيا مكتسباً الخبرة والدراية الكافية لتكون شرارة الانطلاق لمشروعه.

## عمارة القصر وأقسامه
يحتوي القصر على أكثر من عشرين واجهة تطل للزائرين وأروقة محاطة بالحدائق المعلقة التي ما زال العمل جارياً فيها، وتسقى من خلال قنوات وينابيع مياه استخدم فيها العناصر الزخرفية الرقيقة في قالب هندسيٍ فريد من تصميمه شخصياً، وزخارف من المعمار الأندلسي الذي يكسو الجدران، مطوقاً بالكيشاني المطرز بالنقوش العربية التي ذاع صيتها في الأندلس. والقصر صمم بطريقة تسمح للشمس بأن تدور حوله دورة كاملة  على امتداد نوافذ القصر المتعددة. ولعل أهم ما يميز القصر، القباب السبع، التي تمثل قارات العالم السبع وهناك أكثر من 365 عموداً داخل القصر ممثلةً عدد أيام السنة تتشبع حيطانها بالحضارة الأموية والعباسية لتشكل حزاماً متناسقاً.
وتأتي الأدوار متخذة من الحقب والأزمنة التاريخية موضوعا لها  ليحل في مخيلتك امتداد عصور مختلفة في الماضي والحاضر
ويحتوي الدور الأول والثاني على أكثر من (18) الف قطعه تراثيه، فالأول يجسد حضارة الأندلس والعصر العباسي في فن الزخرفة والنقش،  والثاني يختزل الحضارة الإسلامية من الصين شرقاً وحتى غرب أفريقيا، ليكتنز الدوران معاً 20 الف قطعة أثرية، أما الثالث فيحتوي على سردٍ لتاريخ المخطوطات الإسلامية في الطب والفلك والرياضيات وعلوم الفرائض واللغة العربية والمذاهب الإسلامية.
ويعتبر القصر السجل الأول في التاريخ الإسلامي للمخطوطات المكتوبة باليد للقرآن الكريم، به أكثر من ألف مخطوطة قرآن كريم
لألف عالم في ألف تاريخ مختلف.
وتحوي القرية التراثية أجنحة للسكن والإقامة، حيث بإمكانك الإقامة في هذه القرية التراثية لتنعم بالأجواء الصيفية النقية،
التي تمتلكها النماص بأسعارٍ رمزية، هدف صاحبها إلى أن يستفيد السائح  وسابر أغوار التاريخ بالإقامة في هذا المرتفع الجميل.